# Il temerario (film 1975)
Il temerario (The Great Waldo Pepper) è un film del 1975 diretto da George Roy Hill.
Ambientato negli Stati Uniti d'America alla fine degli anni venti, narra gli avvenimenti del mondo dell'aviazione, dell'aspetto romantico e cavalleresco del volo che i piloti militari, reduci dalla prima guerra mondiale, narravano nei loro racconti e dell'avvento dell'aviazione commerciale, con le sue regole dettate da una concezione lontana da quella epica.

## Trama
Nebraska, anni venti: Waldo Pepper è un giovane aviatore reduce dalla prima guerra mondiale che al ritorno in patria decide di guadagnarsi da vivere volando, con il proprio biplano Standard J dipinto di giallo, convincendo occasionali clienti a sorvolare le proprie fattorie, contemplando dall'alto i propri possedimenti, e atterrando su campi improvvisati nei pressi di cittadine agricole.
Pepper racconta della sua più importante impresa, il duello aereo con l'asso dell'aviazione tedesca Ernst Kessler, nel quale verrà cavallerescamente risparmiato per rispetto all'onore ed alla bravura dimostrata in battaglia.
In realtà Pepper non affrontò mai Kessler; partecipò attivamente alle azioni belliche solamente nell'ultimo periodo dopo aver espletato il ruolo di istruttore nelle retrovie. Usa così quella storia per dare ulteriore lustro al suo personaggio.
Durante uno dei suoi voli Pepper scorge un altro pilota intento a promuovere il suo show, Axel Olsson, che dopo uno colorito scambio di opinioni su chi potesse lavorare su quella piazza si vede costretto ad un atterraggio di fortuna a causa del sabotaggio di Pepper al suo carrello d'atterraggio. Tuttavia, dopo la conoscenza di Waldo con Mary Beth, le conoscenze e passioni comuni trasformano la diffidenza iniziale in un'amicizia tra i due.
Insieme escogitano un numero acrobatico per poter essere assunti nel Circo Volante Dillhoefer, uno show aereo acrobatico nel quale il suo proprietario, "Doc" Dillhoefer, per aumentare la curiosità del pubblico richiedeva ai propri piloti spericolate acrobazie. Dillhoefer, che aveva tra i suoi "artisti" proprio Ernst Kessler, doveva sostituire il pilota tedesco che avrebbe abbandonato lo show: offre quindi ai due il suo posto a patto di riuscire ad eseguire un numero strabiliante. Tuttavia avviene un incidente: il velivolo non riesce ad alzarsi sufficientemente da terra e va a sbattere contro il tetto di un fienile. 
Convalescente, Waldo torna nel suo paese, in Kansas, ospite della sua vecchia fidanzata Maude e della sua famiglia. Il fratello di Maude, Ezra, vecchio amico di Waldo ed appassionato costruttore di aeroplani, gli confida la sua intenzione di realizzare un monoplano ad alte prestazioni appena si sarà rimesso abbastanza da ritornare a volare.
Alla sua guarigione Dillhoefer decide di assumere Waldo ed Axel, introducendo successivamente numerose giovani donne nello spettacolo, tra cui Mary Beth e Patsy come nuova attrazione per il suo spettacolo. Mary Beth, sostenendo di essere in grado di passeggiare sulle ali in abiti succinti, al momento di passare a bassa quota sull'aereo condotto da Axel sopra una città per richiamare i propri abitanti, si fece prendere dal panico bloccandosi abbracciata ad uno dei montanti che collegava l'ala superiore a quella inferiore: da lì l'incidente che le costa la vita.
Dopo la morte di Mary Beth e l'inchiesta dell'ispettore "Newt" Podts (che durante la guerra era il caposquadriglia di Waldo), il Circo volante di Dillhoefer viene chiuso. "Newt" afferma che quel tipo di volo acrobatico ha ormai fatto il suo tempo ed è troppo distante dalle norme di sicurezza necessarie: per continuare a volare, Waldo e Axel dovranno anche sostenere un esame ed acquisire il brevetto di pilotaggio.
Axel, colpito dalle parole di "Newt", decide di ritirarsi dal mondo dell'acrobazia e di studiare per acquisire la licenza di pilota commerciale: al contrario Pepper non accetta di dover sottostare a dei regolamenti governativi per poter volare sognando il momento in cui avrebbe potuto effettuare un looping rovesciato, manovra acrobatica mai riuscita fino a quel momento. Ezra era nel frattempo riuscito a completare il monoplano da lui ideato convinto che fosse in grado di permettere di effettuare, nelle mani di Waldo, quella difficile manovra. Waldo però non era ancora in possesso della licenza ed Ezra, convinto dalle qualità del suo apparecchio decise di tentare lui stesso l'impresa. Dopo un paio di tentativi non completamente riusciti il velivolo precipita. Waldo accorso in aiuto dell'amico intrappolato nell'abitacolo si portò dietro il pubblico, nella sua ignoranza, curioso ed entusiasta di assistere da vicino ad un disastro aereo. Ezra, ferito ma ancora vivo, è incastrato nella fusoliera distrutta: ma l'incuranza di uno spettatore che getta una sigaretta accesa nelle vicinanze del velivolo provoca un incendio costringendo Waldo a colpire l'amico per evitargli le atroci sofferenze di essere bruciato vivo. La nuova perdita e l'ottusa curiosità della gente attratta dalla morte alimenta la rabbia di Waldo che, appropriatosi di uno degli aerei dello show, si precipita a bassa quota sulla folla nel tentativo di disperderla, distruggendo l'attrezzatura della manifestazione e precipitando lui stesso alla fine del volo.
Questo episodio gli preclude ogni possibilità di ottenere un brevetto di volo e segna la fine della sua carriera di pilota.
Non disposto a sottostare alla restrizione, Waldo viene a conoscenza della possibilità di partecipare ad un film che si stava girando ad Hollywood proprio sulla vita di Ernst Kessler il quale era stato assunto come consulente. Waldo riesce quindi a convincere Axel a proporsi alla produzione. Axel, che aveva deciso di sposarsi, accetta allettato dai notevoli guadagni ma Waldo deve ricorrere ad un espediente per evitare una nuova infrazione federale che gli avrebbe assicurato la galera: si presenta quindi con un nome falso ottenendo così il contratto con la casa di produzione. Pur nella finzione, ritrova le atmosfere del periodo bellico incontrando di persona Ernst Kessler. Quest'ultimo narra dal suo punto di vista l'episodio del combattimento vittorioso del tedesco con cinque avversari contemporaneamente conclusosi con l'abbattimento dei primi quattro e con un gesto cavalleresco nei confronti dell'ultimo, che era ad un passo dall'abbatterlo e che lo avrebbe sopraffatto se le sue mitragliatrici non si fossero inceppate. Riconoscendogli il valore, Kessler, invece di abbatterlo a sua volta, lo aveva avvicinato con il suo caccia triplano Fokker Dr.I facendogli il saluto militare prima di allontanarsi.
Il rispetto instaurato in quel momento tra i due uomini convincono Kessler a volere proprio Waldo nella scena del film che riproduce gli ultimi istanti di quel duello: una serie di passaggi ravvicinati cominciano a causare danni sempre più consistenti alle strutture dei due velivoli fino al ripetersi del gesto di saluto di Kessler, che impossibilitato a continuare il volo manovrato, decide di rendere omaggio all'abilità di Waldo Pepper con quel gesto di resa.
La didascalia che compare al momento del fermo immagine conclusivo informa il pubblico che Waldo Pepper, comunque, morirà entro pochi anni, nel 1931, molto probabilmente in un incidente aereo.